# Ichqualität
Den Begriff Ichqualität gebraucht Gruhle in Anlehnung an seinen Lehrer Lipps, um damit die Subjektivität, Identität und Originalität des eigenen Erlebens abzugrenzen von anderen Qualitäten des Ergriffenseins oder des Affiziertseins von äußeren Faktoren, Einwirkungen und Einflüssen.(a) Damit ist die Ichqualität Teil des allgemeinen Ichbewusstseins, das sich seinerseits wiederum vom Persönlichkeitsbewusstsein abgrenzt. Das Ichbewusstsein steht nach Jaspers auf einer niedrigeren Entwicklungsstufe als das Persönlichkeitsbewusstsein. Mit Ichgefühl meint Jaspers allerdings ein Gefühl seiner Selbst als innersten Kern des Ichs, nicht seines Ichs im Sinne der Psychoanalyse. Keine Persönlichkeit sei ohne Selbstbewusstsein. Jaspers bezeichnet den eigentümlichen persönlichen Ton, den jede psychische Aktivität in der Regel erhält, als Personalisation.

## Ergriffensein
Über die mediale Seite des Ergriffenseins schreibt Gruhle zur Frage der Ich-Anachorese (des Ichrückzugs):
„Der Ergriffene spürt, wie eine fremde Macht sich seiner als eines Werkzeuges bedient, aus ihm spricht, durch ihn handelt. Der Betroffene erkennt zwar die Worte und Taten als die seinen an — die Ichqualität der Regungen ist also noch nicht ausgelöscht —, aber er hat das bestimmte Bewußtsein, sie nicht zu intendieren, nicht sie zu erzeugen.“(b)